# Кимисис, Милтиадис
Милтиадис Кимисис (греч.  Μιλτιάδης Κοιμήσης; 1878, Амфилохия — 24 апреля 1935) — генерал-майор) греческой армии. Участник Балканских войн и Малоазийского похода греческой армии на его последнем этапе. Член революционного совета армии в 1922 году и свидетель обвинения на процессе шести. Расстрелян в 1935 году, обвиняемый в участии в попытке переворота.

## Молодость
Мильтиад Кимисис родился в городе Амфилохия в 1878 году.
Последовал военной карьере.
Перед началом Балканских войн был в группе 15 греческих лейтенантов, посланных на дополнительную подготовку во Францию.
С началом Первой Балканской войны все они были отозваны в действующую армию:321.
Кимисис был назначен последовательно в штабы III, XI и IV дивизий.
Историк Т.Герозисис пишет, что до 1922 года Кимисис был умеренным монархистом:447 и, видимо, по этой причине после Национального раскола не принял участие в Первой мировой войне.

## Малоазийский поход
В 1919 году, по мандату Антанты, Греция заняла западное побережье Малой Азии. Севрский мирный договор 1920 года закрепил регион за Грецией, с перспективой решения его судьбы через 5 лет, на референдуме населения:16. Завязавшиеся здесь бои с кемалистами приобрели характер войны, которую греческая армия была вынуждена вести уже в одиночку. Из союзников, Италия, с самого начала поддерживала кемалистов, Франция, решая свои задачи, стала также оказывать им поддержку. Греческая армия прочно удерживала свои позиции.
Геополитическая ситуация изменилась коренным образом и стала роковой для греческого населения Малой Азии после парламентских выборов в Греции, в ноябре 1920 года. Под лозунгом «мы вернём наших парней домой», на выборах победила монархистская «Народная партия». Возвращение в Грецию германофила Константина освободило союзников от обязательств по отношению к Греции. Не находя дипломатического решения в вопросе с греческим населением Ионии, в совсем иной геополитической обстановке правительство монархистов продолжило войну. Напрягая свои ограниченные людские ресурсы, Греция мобилизовала ещё 3 призыва в армию.

### Отзыв Кимисиса в действующую армию
До ноября 1920 года и победы монархистов на выборах, полковник Кимисис был помощником начальника офицерского Училища Эвелпидов. В силу продолжающихся военных действий в Малой Азии и частичной демобилизации офицеров сторонников Э. Венизелоса, новое правительство начало призывать в действующую армию офицеров-монархистов ветеранов Балканских войн.
Кимисис был отозван в действующую армию, но оставался в Афинах до декабря 1921 года, когда был назначен начальником штаба VII дивизии.
Прибыл в Малую Азию в начале февраля 1922 года, где стал участником и свидетелем последнего этапа малоазийского похода армии. События поколебали приверженность Кимисиса монархии. Его свидетельства о событиях последнего этапа и утверждения о том, что победа армии и судьба коренного греческого населения Малой Азии были принесены в жертву интересам трона, стали важной составляющей обвинения против политического и военного руководства монархистов на последовавшем после Малоазийской катастрофы процессе шести.

## 1922 год

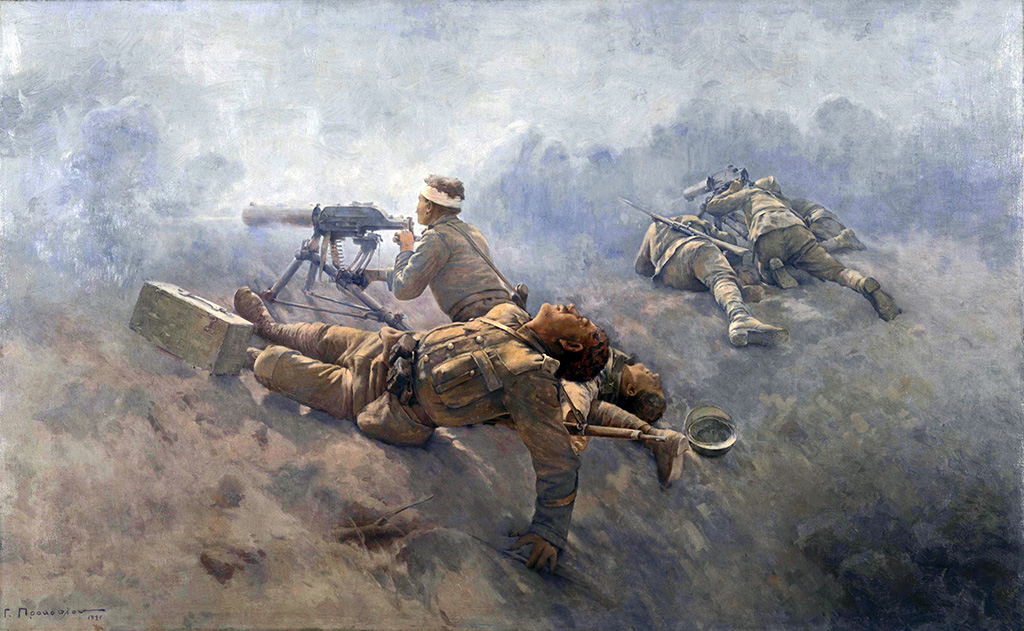
Художник Прокопиу, Георгиос: «До последнего»

Правительство монархистов не находило дипломатического решения в вопросе безопасности греческого населения Ионии, но из политических соображений не решалось собрать войска вокруг Смирны, сохраняя протяжённую линию фронта, оборону которой армия была не в состоянии обеспечить. Фронт был прорван в августе. «Все военные и политические аналитики считают, что причиной прорыва была недостаточность сил для фронта протяжённостью в 800 км». Даже там где плотность была большей, между дивизиями существовали незащищённые участки в 15-30 км:159.
Турецкое наступление началось в ночь с 12 (25) августа на 13 (26) августа 1922 года силами 12 пехотных и 4 кавалерийских дивизий. Удар был нанесён по южному флангу, так называемого, «выступа Афьон Карахисара». Турки без особого труда вклинились между I и IV греческими дивизиями, где как и на других участках фронта существовала неприкрытая брешь в 5 км:174. В 10:30 13 (26) августа 1922 года генералу Франгу удалось остановить, «не имевшего прецедента в Малоазийской армии», бегство 49-го полка, состоявшего из дезертиров. Франгу удалось собрать разрозненные части полка, организовать контратаку и вновь занять высоту Килич Арслан. Сразу после этого, командир I корпуса армии, генерал-майор Трикупис, приказал Франгу вернуться в его штаб в Бал Махмуд.
14 (26) августа Франгу безуспешно пытался остановить бегство солдат с высоты Тилки Кири, после чего вернулся в свой штаб. В 14:30 он издал приказ отхода частей своей I дивизии (а также частей VII дивизии, в которой служил Кимисис) на вторую линию обороны. Связь с корпусом была прервана, и Франгу не знал, что генерал Трикупис, издал приказ о общем отходе за 4 часа до его приказа.
Отход 1-й дивизии прикрывал 5/42 гвардейский полк эвзонов полковника Пластираса. Решат-бей, комдив турецкой дивизии атаковавшей в этом секторе, не смог занять высоту 1310 за час, как он обещал Кемалю, и покончил жизнь самоубийством.
Вместе с отходом армии начался исход греческого и армянского населения Афьон Карахисара. Смешавшись к армейскими колоннами, беженцев создали атмосферу хаоса и беспорядка. И в тот же момент, «как величайшая ирония», на позиции греческой части, продолжавшей обороняться на высоте Кирка, предстали бежавшие из турецкой VI дивизии 40 дезертиров. Как пишет в своих мемуарах генерал Булалас, бывший тогда начальником 3-го отдела I дивизии, это был «безошибочный образец низкого боевого духа врага». Историк Д. Фотиадис добавляет: «Величайшее поражение нашей истории мы познали от врага, у которого не было боевого духа»:179.

### Южная группа Франгу
IX дивизия полковника П. Гардикаса успела к 15 (28) августа разгромить II турецкую кавалерийскую дивизию. Историк Я. Капсис отмечает, что захваченные IX дивизией турецкие орудия, были с надписями на русском языке — подарок Ленина.
С полудня 15 (27) августа силы I и II корпусов, находившиеся под командованием генерала Трикуписа, были рассечены на две независимые друг от друга группировки.
Группа Франгу состояла из его I дивизии, VII дивизии (Кимисиса), 5 батальонов IV дивизии и отрядов Луфаса и полковника Пластираса.
Франгу повёл свою группу на запад и к вечеру 15 (27) августа занял позицию в Тумлу Бунар":180.
Группа Трикуписа пыталась пробить коридор к Тумлу Бунар,
Группа Франгу подверглась 16 (29) августа мощной атаке в районе села Карагёсели, но удержала свои позиции. В полдень полковник Пластирас запросил разрешения контратаковать к востоку, чтобы соединиться с группой Трикуписа. Франгу не дал разрешения, что по мнению историка Я, Капсиса обрекло группу Трикуписа. С закатом солнца, он дал приказ своим дивизиям отойти ещё дальше на запад, к Исламкёю.
На следующий день группа Трикуписа была окружена в горах Ильбулак, прорвала кольцо окружения, через день вновь была окружена в ущелье Alıören, где и была расстреляна артиллерией турок, и вновь прорвалась. Но это были уже разрозненные части. Трикупис со своим штабом сдался туркам 20 августа (2 сентября):184 Трикупис и его штабисты были первыми старшими офицерами в истории современной греческой армии, сдавшиеся врагу. Лишь комдив XII дивизии, подполковник Афанасиос Сакетас, сбросив турка кавалериста и рубя турок, попытался вырваться и был застрелен.
Все силы Франгу вечером 16 (29) августа находились в Чурум-даг, западнее Тумлу Бунар, кроме эвзонов Пластираса, находившихся в арьергарде в Хасан Деде, ожидая прорыва сил Трикуписа. Продолжающиеся атаки турок вынудили Франгу к дальнейшему отходу и, оставив долину Баназ, он занял позиции восточнее города Ушак, чтобы прикрыть железную дорогу.
Здесь основной удар принял 34-й полк И. Пицикаса, который удерживал позиции до тех пор, пока не подвергся атаке с левого фланга, который прикрывал 4-й полк подполковника Хадзиянниса. Последний оставил позиции без особого давления и обратился в бегство. Ситуацию спасли эвзоны 5/42 полка, которые, находясь в арьергарде, были окружены, прорвались и оказались в нужный момент в секторе 4-го полка. Полковник Пластирас собрал бежавших солдат 4-го полка и вместе с его командиром повёл их в контратаку.
Но ущерб причинённый бегством Хадзиянниса был непоправим. Ушак, который был центром снабжения греческой армии пал. Группа Франгу отошла ещё дальше на запад.
Историк Я. Капсис пишет, что если бы Франгу продержался ещё 24 часа в Ушаке, он соединился бы с группой Трикуписа, который сдался 20 августа (2 сентября) в окрестностях города.
На новых позициях гвардейцы Пластираса дали героический бой, устроив засаду с решившим настигнуть группу Франгу туркам у высоты Ак Таш, северо-западнее Алашехира. Невзирая на многократные силы врага, кавалерию и пехоту, эвзоны полка Пластираса, нанесли туркам тяжёлые потери и обратили в бегство три турецкие дивизии (!). Турки до конца дня не предприняли никаких действий. Я. Капсис пишет, что это была своего рода месть за расстрел группы Трикуписа в Али Веране.
На следующий день группа Франгу отошла к Филадельфии. Тысячи греческих и армянских беженцев собравшихся в городе мешали частям создать элементарную линию обороны города. Франгу планировал отправить V дивизию по железной дороге в Салихлы, для организации новой линии обороны. Но в отсутствие V дивизии был вынужден вновь задействовать для этого 5/42 полк эвзонов Пластираса, который прибыв в Салихлы поступил в распоряжение комдива кавалерийской дивизии, генерал-майора Каллински.
В Салихлы полк Пластираса подвергся атаке местных кемалистов и вступивших в город турецких чет. Последовало единственное в истории Малоазийского похода сражение на улицах города. Победа Пластираса в Салихлы 23 августа (5 сентября) позволила отступающим греческим частям и беженцам без особых препятствий со стороны турок продвинуться к Эритрейскому полуострову.
Отряд полковника Луфаса, занял 24 августа (6 сентября) высоты у Бин-Тепе, прикрывая силы отходящие к Касаба. Отряд Луфаса подвергся мощной атаке, но удержал позиции, дав возможность отходящим силам создать 25 августа (7 сентября) временную линию обороны в Касамба, в непосредственной близости к Смирне.
Франгу провёл свою «Южную группу» к Чешме, где её части были погружены на корабли и переправлены на острова Хиос и Лесбос.
Последний и победный для греческого оружия бой 5/42 гвардейского полка эвзонов Пластираса состоялся 28 августа (10 сентября) года у села Ставро́с (тур. Зегуй). Прикрывая посадку последних частей на корабли, эвзоны Пластираса разгромили рвавшихся к Чешме турецких кавалеристов. Сегодня на этом месте турки установили памятник своим 147 погибшим кавалеристам.

## Участие в революционном совете армии
Малоазийская катастрофа вызвала антимонархистское восстание армии сентября 1922 года. Король Константин был низложен.
Полковник Кимисис стал членом революционного совета:386 и, наряду с генералом Папуласом, одним из главных свидетелей обвинения на процессе шести политических и военных лидеров монархистов (30 октября — 15 ноября):393.
Чрезвычайный трибунал приговорил к смерти монархистов премьер-министра Димитриоса Гунариса, четверых его министров и командующего Хадзианестиса. Кимисис также стал членом трибунала, на последовавшем через несколько дней (19 ноября) слушании дел принцев Андрея Христофора. Жизнь принцев была спасена после британского вмешательства и обещания о предоставлении займа и поддержки греческих интересов во Фракии:394.

## В межвоенные годы
В период 1929—1930 годов Кимисис возглавил офицерское Училище Эвелпидов:507.
В 1933 году был отправлен в отставку в звании генерал-майора за участие в попытке переворота (уже отставного генерал-лейтенанта) Пластираса, вместе с другими 45 офицерами, сторонниками Э.Венизелоса и антимонархистами:430.

## Расстрел Кимисиса
В 1935 году, после новой попытки переворота Пластираса и Венизелоса, были произведены аресты офицеров-республиканцев действующей армии и отставников. Генерал Кимисис был в числе арестованных.
Первым за участие в перевороте был расстрелян кавалерийский офицер Волонакис. После чего, были приговорены к смерти отставные генералы Папулас и Кимисис.
Приговор был приведен к исполнению 24 апреля. Генералы перед смертью выкрикнули «за Демократию !»:447.
Современный историк Танос Веремис считает, что участие Кимисиса в перевороте было «минимальным».
Историк Т. Герозисис пишет, что естественно, отставные генералы знали о готовившемся перевороте, но в его подготовке они никакого участия не принимали.
Герозисис пишет, что в действительности отставные генералы, 76-летний Папулас и 57-летний Кимисис, были расстреляны за свои показания на «Процессе шести» монархистов в 1922 году, где они были главными свидетелями обвинения:447.